# Седрорестес
Седрорестес (лат. Cedrorestes) — род орнитоподных динозавров из надсемейства гадрозавроид (Hadrosauroidea), живших во времена позднемеловой эпохи (130—125,4 млн лет назад) на территории Северной Америки. Впервые описан палеонтологом Gilpin в 2007 году. Представлен одним видом — Cedrorestes crichtoni.

## Описание
Седрорестес описан по частям скелета, включающим фрагменты рёбер, крестец, левую и часть правой подвздошные кости, правую берцовую кость, третью справа плюсневую кость и фрагменты окостеневших сухожилий. Эти остатки были найдены в восточно-центральной части штата Юты, США (Yellow Cat Member of the Cedar Mountain Formation). 